# مائورو بولونینی
مائورو بولونینی (ایتالیایی: Mauro Bolognini؛ ۲۸ ژوئن ۱۹۲۲ – ۱۴ مهٔ ۲۰۰۱) کارگردان اهل ایتالیا بود. وی بین سال‌های ۱۹۵۳ تا ۱۹۹۵ میلادی فعالیت می‌کرد.

## فیلم‌شناسی
- ارث
- سه چهره یک زن
- خانم کاملیا
- عشق و خشم
- آنتونیوی زیبا
- لیبرا، عشق من
- همسرم
- دختران زیبا
- در زیر پلکان باستانی
- بدرود مسکو
- روزنگار سیاه
- زن ونیزی
- بی‌تفاوت‌ها